# Dalněgorsk
Dalněgorsk (rusky Дальнего́рск) je město v Přímořském kraji v Ruské federaci. Při sčítání lidu v roce 2010 měl přibližně sedmatřicet tisíc obyvatel. Dalněgorsk je administrativním centrem Dalněgorského městského okruhu.

## Poloha
Dalněgorsk leží v jihovýchodní části pohoří Sichote-Aliň na řece Rudnaja, která se přibližně třicet kilometrů jihovýchodně od Dalněgorsku vlévá do Japonského moře. Od Vladivostoku, správního střediska Přímořského kraje, je Dalněgorsk vzdálen přibližně 350 kilometrů severovýchodně.

## Dějiny
Dalněgorsk vznikl v roce 1897 pod jménem Teťuche (Те́тюхе) převzatým z čínského názvu zdejší řeky (čínsky v českém přepisu Jie-ču-che, pchin-jinem Yĕzhūhé, znaky 野豬河; volně česky „řeka divočáků“), které bylo změněno na Dalněgorsk až v rámci přejmenovávání geografických objektů na ruském Dálném východě v roce 1972.
Podnětem k založení sídla byl vznik dolů na olovo a zinek, které zde vybudoval švýcarský přistěhovalec Jules Briner. Jeho synovi Borisu Brynnerovi se podařilo podržet těžební právo až do roku 1931, kdy už byl jedním z mála posledních soukromých podnikatelů v Sovětském svazu. Jeho vnuk Yul Brynner se později proslavil ve Spojených státech amerických jako herec.
Od roku 1930 bylo Teťuche sídlem městského typu, městem se stalo už jako Dalněgorsk v roce 1989.

## Významní rodáci
- Jelena Valerijevna Milašinová, ruská novinářka opozičního deníku Novaja gazeta